# Svarttjärnet (Silleruds socken, Värmland, 659023-130883)
Svarttjärnet är en sjö i Årjängs kommun i Värmland och ingår i Göta älvs huvudavrinningsområde. Sjöns area är 0,049 kvadratkilometer och den befinner sig 187 meter över havet.